# Marigot (Haití)
Marigot (en criollo haitiano Marigo) es una comuna de Haití que está situada en el distrito de Jacmel, del departamento de Sureste.

## Secciones
Está formado por las secciones de:
- Corail Soult
- Grande Rivière Fesles
- Macary
- Fond Jean Noël (que abarca el barrio de Seguin)
- Savane Dubois

## Demografía
| Gráfica de evolución demográfica de Marigot entre 2009 y 2015 |
|                                                               |

Los datos demográficos contemplados en este gráfico de la comuna de Marigot son estimaciones que se han cogido de 2009 a 2015 de la página del Instituto Haitiano de Estadística e Informática (IHSI). 